# Jornal Integração de Canela
Jornal Integração surgiu no ano de 2003 um veículo de comunicação impresso que, em pouco tempo, fez a história da região. Sob olhares desconfiados de muitos que, até então, eram obrigados a ler e assinar os mesmos jornais que, por quase duas décadas, foram as únicas opções de jornalismo impresso em Canela e Gramado, os diretores do JI, Cláudio e Ivanir Scherer, a primeira edição do JI literalmente furou os concorrentes que tradicionalmente circulavam somente nas sextas-feiras.
Um ano depois, já com raízes estabelecidas em Canela e Gramado, o JI também passou a circular nas sextas-feiras, encarando, de frente, os concorrentes. Em 2005, o Jornal Integração comemorou seu aniversário de forma ousada, lançando o inédito jornal BISSEMANAL, circulando nas terças e sextas-feiras. A iniciativa foi um sucesso e o JI conquistou milhares de assinantes nesse período, estabelecendo-se a cada ano como o maior jornal da região. Para desespero da concorrência, que também acabou aderindo ao bissemanal, em 2008, o JI tornou-se TRISSEMANAL, com edições nas terças, quintas e aos sábados.
Buscando sempre inovar em 2009, surgiu um novo projeto: o JIP – Jornal Integração Paranhana, abrangendo as cidades de Taquara, Parobé, Sapiranga, Igrejinha e Três Coroas. O projeto, do tamanho do Vale do Paranhana, também foi um sucesso e o JIP consolidou-se em uma região até então carente de um “jornalismo comunitário”. Já, o JIC – Jornal Integração Campos de Cima da Serra foi fundado em 2010, sendo o único jornal semanal daquela localidade. Para comprovar o crescimento da empresa e a aceitação dos leitores e anunciantes, atualmente o Grupo Integração conta com 12 mil assinantes somando todos os municípios onde atua.
Outro divisor de águas para o JI foi a implantação do Parque Gráfico na Várzea Grande, em Gramado, em agosto de 2009, que possibilitou a impressão própria e a independência do Grupo Integração. Agora, o próximo passo será um jornal diário em Caxias do Sul, que deverá circular sua primeira edição no próximo mês de abril.

1. ↑  Equipe do Grupo Integração em 2012, JI comemora nove anos de história e conquistas  Arquivado em 28 de maio de  2015, no Wayback Machine., http://www.integracao.jor.br/, 27 de maio de 2015